# Pak Kret
Pak Kret (tiếng Thái: ปากเกร็ด) là một huyện (Amphoe) ở đông bắc tỉnh Nonthaburi, miền trung Thái Lan.

## Địa lý

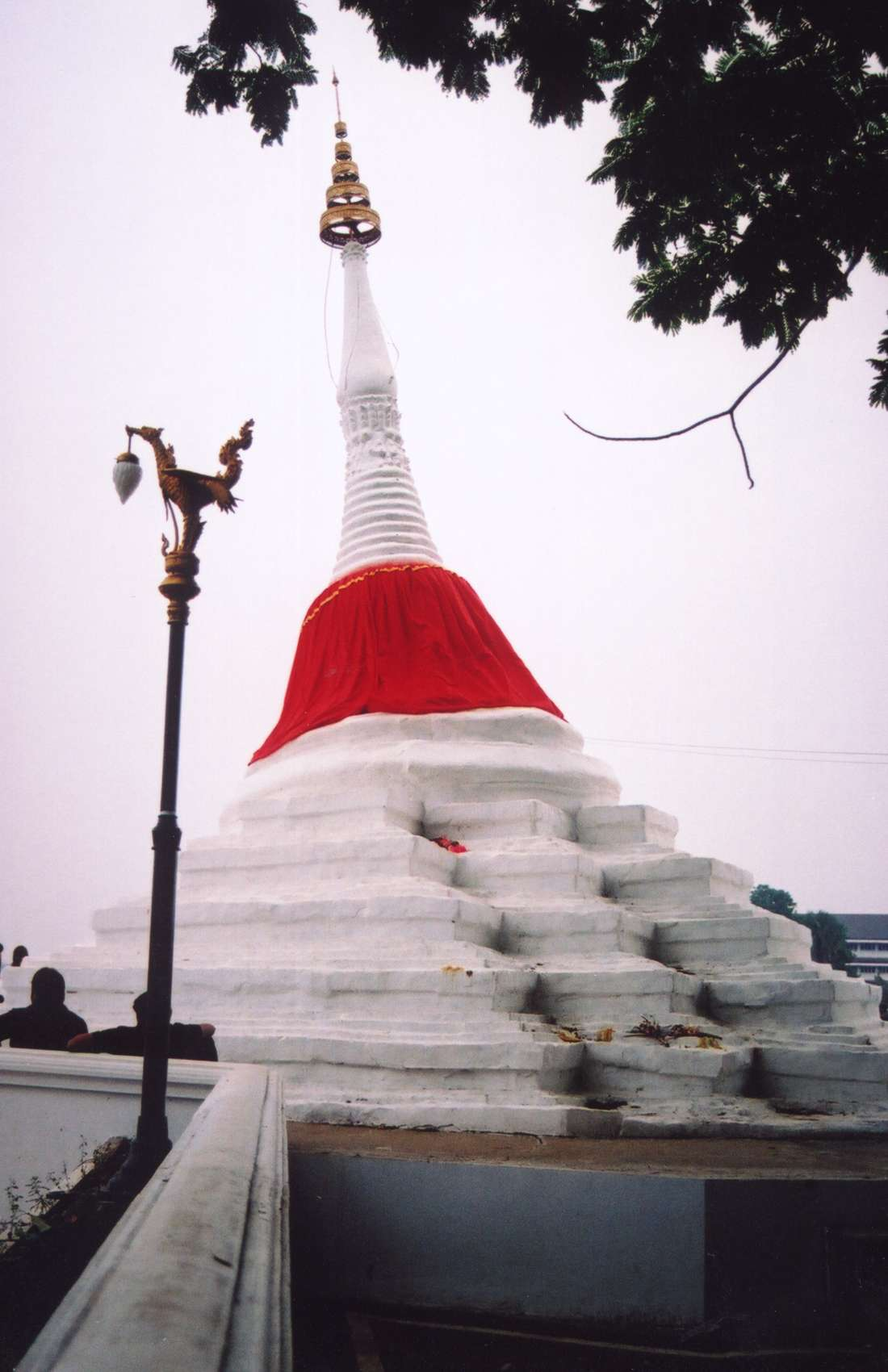
Ko Kret

Huyện này nằm ở đông bắc của tỉnh, giáp các huyện (từ phía bắc theo chiều kim đồng hồ): Lat Lum Kaeo và Mueang Pathum Thani của tỉnh Pathum Thani, Don Mueang và Lak Si của Bangkok, Mueang Nonthaburi và Bang Bua Thong của Nonthaburi.
Huyện này có sông Chao Phraya chảy qua. 

## Hành chính
Huyện này được chia thành 12 phó huyện (tambon). Các đơn vị này lại được chia thành 85 làng (bản, thôn, ấp, buôn, sóc) (muban).
| STT. | Tên              | Tên Thái   |  |  |     |              |          |  |
| 1.   | Pak Kret         | ปากเกร็ด    |  |  | 7.  | Tha It       | ท่าอิฐ     |  |
| 2.   | Bang Talat       | บางตลาด    |  |  | 8.  | Ko Kret      | เกาะเกร็ด |  |
| 3.   | Ban Mai          | บ้านใหม่     |  |  | 9.  | Om Kret      | อ้อมเกร็ด  |  |
| 4.   | Bang Phut        | บางพูด      |  |  | 10. | Khlong Khoi  | คลองข่อย  |  |
| 5.   | Bang Tanai       | บางตะไนย์   |  |  | 11. | Bang Phlap   | บางพลับ   |  |
| 6.   | Khlong Phra Udom | คลองพระอุดม |  |  | 12. | Khlong Kluea | คลองเกลือ |  |